# Галатюк Олександр Євстафійович
Олекса́ндр Євста́фійович Галатю́к (* 1958) — доктор сільськогосподарських наук (2001), професор (2003).

## Життєпис
Народився 1958 року в містечку Полонне. 1980 року закінчив Білоцерківський сільськогосподарський інститут за спеціальністю «ветеринарія», отримав кваліфікацію «лікар ветеринарної медицини». Протягом 1980—1882 років проходив строкову службу в рядах РА. До призову та по демобілізації й до 1983 року — головний ветеринарний лікар колгоспу ім. Мічуріна, головний епізоотолог районної станції по боротьбі з хворобами тварин.
В 1983—1985 роках — аспірант кафедри епізоотології Білоцерківського сільськогосподарського інституту. 1985 року пройшов аспірантуру Білоцерківського сільськогосподарського інституту кафедри епізоотології. 1986 року присуджено науковий ступінь кандидата ветеринарних наук, спеціальність «ветеринарна мікробіологія, вірусологія, епізоотологія та мікологія». Протягом 1986—1989 років — асистент кафедри епізоотології там же, в 1989-1990-х — доцент кафедри епізоотології.
1990 року присвоєно звання доцента кафедри епізоотології. З 1990 по 2001 рік — заступник директора з науково-дослідної роботи, Інститут епізоотології Української академії аграрних наук.
2001 року захищає докторську дисертацію на тему «Інфекційна анемія та ринопневмонія коней», присуджено науковий ступінь доктора ветеринарних наук за спеціальністю «ветеринарна мікробіологія та вірусологія». Від 2001 по 2012 рік — завідувач кафедри мікробіології, вірусології та епізоотології, Житомирський національний агроекологічний університет. 2003 року присвоєно звання професора кафедри заразних хвороб тварин. 2012 року — проректор з науково-педагогічної роботи, післядипломної освіти, дорадництва та працевлаштування, там же.
Протягом 2012—2015 років — директор Національного наукового центру «Інститут бджільництва ім. П. І. Прокоповича».
Від 2016 року — професор кафедри мікробіології, фармакології та епізоотології, Житомирський національний агроекологічний університет.
Є членом спеціалізованих вчених рад
- Національного університету біоресурсів і природокористування України
- Державної фармакологічної комісії та Науково-методичної ради Державної ветеринарної й фітосанітарної служби Міністерства агрополітики і продовольства України
- координаційної ради із наукового співробітництва в області ветеринарії країн СНД.

Депутат Житомирської обласної ради 5–6 скликань. Протягом 2005—2006 років був членом експертної ради із зоотехнії та ветеринарної медицини ВАК України.
Як педагог підготував до захисту 11 кандидатських дисертацій.
Наукові зацікавлення:
- епізоотологічний моніторинг та контроль заразних хвороб бджіл,
- герпесвірусів коней 1-го та 2-го типів,
- лептоспірозу та лейкозу тварин.

Опубліковано понад 290 наукових публікацій, з них: 4 монографії, 6 навчальних посібників, 9 патентів на винаходи.